# Severo Montalvo Córdoba

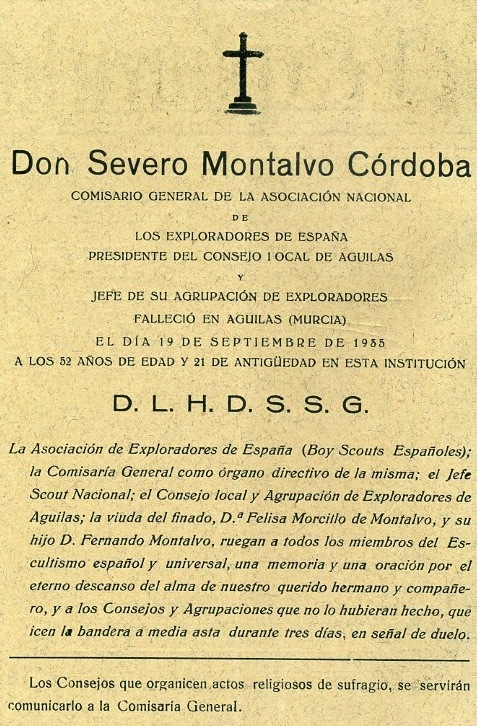
Esquela de los Exploradores de España honrando a Severo Montalvo (1935)

Severo Montalvo Córdoba (Córdoba, 1883-Águilas, 19 de septiembre de 1935), jefe de telégrafos de profesión. Emparentado con Gonzalo Fernández de Córdoba «El Gran Capitán».
Conocido en el ámbito escultista como «Lobo Rojo», fue un brillante pedagogo, jefe de la tropa de Águilas (Murcia), presidente de la agrupación y reconocido como «el mejor técnico escultista de su época». Durante la decadencia institucional de Exploradores de España, entre 1914 y 1919, fue la voz crítica de la asociación, y dio como razones la dimisión de Iradier, que se sumó a la falta de entusiasmo de los primeros benefactores y el cansancio del público que juzgaban por lo que veían.
Junto con Juan Antonio Dimas tradujeron al español la obra escultista sistema de patrullas de Roland Philipps. Fue elegido en 1933 uno de los cinco comisarios generales de la asociación, como secretario-administrador. Se suicidó una mañana del 19 de septiembre de 1935, según cita José María López Lacárcel, durante un supuesto largo periodo depresivo y de problemas emocionales; tras su muerte fue sustituido por Isidoro de la Cierva. La tragedia fue muy lamentada, pues era «un personaje muy querido en la región», razón para que 10 000 personas le rindiesen el último adiós, entre las que se encontraban las tropas de Albox, Murcia y Cartagena. Severo Montalvo tiene dedicada una calle en el municipio de Águilas por su amplia trayectoria en favor de la juventud local.